# カンガルー・スキッピー
『カンガルー・スキッピー』は、スキッピーというカンガルーが登場するオーストラリアのテレビドラマのシリーズである。　

## 概要
オーストラリアのハモンド一家にやってきた一匹のカンガルーの物語。コメディータッチだが、毎回スキッピーの活躍によって、自然とのつきあい方について考えさせる、教育的な内容となっている。
日本では『Skippy, the Bush Kangaroo』（1968年-1970年）の吹き替え版『カンガルー・スキッピー』（1968年 日本テレビ）及び、1991年から1992年までには『The Adventures of Skippy』（1991年-1992年）の吹き替え版『新カンガルー・スキッピー』（2008年- テレビ神奈川）が放送されている。

## キャスト
Sonny Hammond
Andrew Clarke
Jerry Hammond
Simon James
Louise Hammond (LOU)
Kate McNeil
Kate Burgess
Fiona Shannon
Thelma Woods
Moya O'Sullivan
Ranger Dave
Joss McWilliam